# レナード・デービス
レナード・バーネット・デービス（Leonard Barnett Davis 1978年9月5日- ）はテキサス州ウォーザム出身のアメリカンフットボール選手。NFLのアリゾナ・カージナルス、ダラス・カウボーイズで10シーズンプレーし3回プロボウルに選ばれた。ポジションはガード。タックル。

## 経歴
地元の高校ではバスケットボールで州のチャンピオンとなった。テキサス大学の4年次にはオールアメリカンのファーストチームに選ばれると共にアウトランド・トロフィーのファイナリストに残った。
2001年のNFLドラフト1巡目全体2位でアリゾナ・カージナルスに指名されて入団した。デイブ・マギニスヘッドコーチ時代の3年はガードとして起用されてまずまずのプレーを見せていたが、デニス・グリーンヘッドコーチが就任した2004年よりレフトタックルにコンバートされてからはペナルティを頻繁に取られるようになった。2005年から2010年までの間でNFLで5番目に多いペナルティを犯している。
2007年2月17日、カージナルスよりフランチャイズプレイヤー、トランジションプレイヤーに指定されなかった彼は無制限フリーエージェントとなった。3月4日、ダラス・カウボーイズと7年4960万ドル（1600万ドルの保障）の契約を結んだ。これはバッファロー・ビルズが契約したデリック・ドッカリー、クリーブランド・ブラウンズが契約したエリック・スタインバックより高額の契約であった。この年初めてプロボウルに選ばれ、チームメートのフローゼル・アダムスと共にオールプロにも選ばれた。2008年、2009年にもプロボウルに選ばれた。
2010年10月のテネシー・タイタンズとの試合で相手DTのジェイソン・ジョーンズに2サックを許したため、前半でモントレー・ホーランドと交代させられベンチに下げられたが、全16試合に先発出場した。
2011年、サラリーキャップを空けるため、カウボーイズから解雇された。

## 人物
11人の子供を持つ父親と10人の子供を持つ母親の間に生まれた。兄の1人、チャーリー・デービスもNFLでプレーしている。
カウボーイズ時代のチームメート、マーク・コロンボ、コリー・プロクター等とヘヴィメタルバンドを結成しベーシストを務めている。